# 로데비히 판 헤이덴
제국 공작 로데비히 지기스문트 빈센트 구스타프 판 헤이덴 또는 러시아어로 로긴 페트로비치 게이덴(Ло́гин Петро́вич Ге́йден, 1772년 9월 6일~1850년 10월 17일)은 프랑스 혁명 전쟁, 나폴레옹 전쟁과 나바리노 해전에 참전한 네덜란드 해군의 제독으로 나바리노 해전에서 러시아 제국함대를 이끌고 승리를 거두었다.